# Diogo Jefferson Mendes de Melo
Diogo Jefferson Mendes de Melo (União dos Palmares, 18 aprile 1984) è un ex calciatore brasiliano, di ruolo centrocampista.

## Carriera

### Club

#### Gli inizi
Ha iniziato a giocare nelle giovanili del Rio Branco di Campos dos Goytacazes, squadra dello Stato di Rio de Janeiro. L'anno successivo ha firmato con il Cruzeiro, dove è rimasto per due stagioni, prima di trasferirsi al Marília per la stagione 2007.

#### Portogallo, Iran, ritorno in Brasile e Cipro
Nell'estate del 2007 viene prelevato dal Portimonense, rimanendoci fino al 2010. Dopo un triennio trascorso nella seconda divisione lusitana, si è trasferito all'Académica de Coimbra, con cui ha esordito nella massima serie portoghese. Dopo aver giocato complessivamente 59 partite con una rete tra campionato e coppa, nel 2012 ha firmato con gli iraniani del Sanat Naft. La sua esperienza in Asia dura pochi mesi, tanto che nel gennaio 2013 fa ritorno in Brasile, firmando con l'União Barbarense, collezionando 5 presenze nel Campionato Paulista. In estate torna in Europa, quando viene acquistato dai ciprioti dell'Ermis Aradippou.

#### Ultimi anni nelle serie minori del campionato portoghese
Nel gennaio 2014, torna a giocare nel Portimonense, nella seconda divisione portoghese. Dopo aver giocato con Olhanense e Penafiel, sempre nella seconda divisione portoghese, ha giocato per vari club dalla terza divisione portoghese in giù, prima di appendere gli scarpini al chiodo nel 2021.

## Statistiche

### Presenze e reti nei club
| Stagione            | Squadra             | Campionato          | Campionato | Campionato | Coppe nazionali | Coppe nazionali | Coppe nazionali | Coppe continentali | Coppe continentali | Coppe continentali | Altre coppe | Altre coppe | Altre coppe | Totale | Totale |
| Stagione            | Squadra             | Comp                | Pres       | Reti       | Comp            | Pres            | Reti            | Comp               | Pres               | Reti               | Comp        | Pres        | Reti        | Pres   | Reti   |
| ------------------- | ------------------- | ------------------- | ---------- | ---------- | --------------- | --------------- | --------------- | ------------------ | ------------------ | ------------------ | ----------- | ----------- | ----------- | ------ | ------ |
| 2007-2008           | Portimonense        | LdH                 | 24         | 0          | CP+CdL          | 0+3             | 0+1             |                    | -                  | -                  |             | -           | -           | 27     | 1      |
| 2008-2009           | Portimonense        | LdH                 | 28         | 2          | CP+CdL          | 1+2             | 0               |                    | -                  | -                  |             | -           | -           | 31     | 2      |
| 2009-2010           | Portimonense        | LdH                 | 28         | 5          | CP+CdL          | 2+3             | 0               |                    | -                  | -                  |             | -           | -           | 33     | 5      |
| Totale Portimonense | Totale Portimonense | Totale Portimonense | 80         | 7          |                 | 11              | 1               |                    | -                  | -                  |             | -           | -           | 91     | 8      |
| 2010-2011           | Académica           | PL                  | 28         | 2          | CP+CdL          | 6+1             | 0               |                    | -                  | -                  |             | -           | -           | 35     | 2      |
| 2011-2012           | Académica           | PL                  | 18         | 0          | CP+CdL          | 6+0             | 0               |                    | -                  | -                  |             | -           | -           | 24     | 0      |
| Totale Académica    | Totale Académica    | Totale Académica    | 46         | 1          |                 | 13              | 0               |                    | -                  | -                  |             | -           | -           | 59     | 1      |
| 2012-gen. 2013      | Sanat Naft          | PL                  | 12         | 0          |                 | -               | -               |                    | -                  | -                  |             | -           | -           | 12     | 0      |
| 2013                | União Barbarense    | A1/SP               | 5          | 0          |                 | -               | -               |                    | -                  | -                  |             | -           | -           | 5      | 0      |
| set. 2013-gen. 2014 | Ermīs Aradippou     | A                   | 5          | 0          | CC              | 0               | 0               |                    | -                  | -                  |             | -           | -           | 5      | 0      |
| gen.-giu. 2014      | Portimonense        | LdH                 | 11         | 0          | CP+CdL          | -               | -               |                    | -                  | -                  |             | -           | -           | 11     | 0      |
| 2014-2015           | Olhanense           | LdH                 | 32         | 0          | CP+CdL          | 0+2             | 0               |                    | -                  | -                  |             | -           | -           | 34     | 0      |
| 2015-2016           | Penafiel            | LdH                 | 14         | 0          | CP+CdL          | 1+2             | 0               |                    | -                  | -                  |             | -           | -           | 17     | 0      |
| 2016-2017           | Farense             | CdP                 | 26         | 0          | CP              | 1               | 0               |                    | -                  | -                  |             | -           | -           | 27     | 0      |
| lug.-dic. 2017      | Águeda              | CdP                 | 12         | 0          | CP              | 0               | 0               |                    | -                  | -                  |             | -           | -           | 12     | 0      |
| dic. 2017-2018      | Almancilense        | CdP                 | 15         | 0          | CP              | -               | -               |                    | -                  | -                  |             | -           | -           | 15     | 0      |
| 2018-2019           | Armacenenses        | CdP                 | 25         | 1          | CP              | 0               | 0               |                    | -                  | -                  |             | -           | -           | 25     | 1      |
| Totale carriera     | Totale carriera     | Totale carriera     | 283        | 9          |                 | 30              | 1               |                    | -                  | -                  |             | -           | -           | 313    | 10     |

## Palmarès

### Club

#### Competizioni nazionali
- Coppa del Portogallo: 1

Académica: 2011-2012